# Río Andarab
El río Andarab es un río que fluye a través en la provincia de Baglán en Afganistán. La corriente se origina en el macizo montañoso Hindú Kush, y discurre por el valle homónimo hacia el oeste, unos 120 km, antes de unirse por la margen derecha al río Kunduz.
El Andarab recibe numerosos afluentes, especialmente en la margen izquierda, impulsado principalmente por la fusión de la nieve y los glaciares en la primavera y el verano. Los afluentes más importantes del Andarab son el río Arzu y el río Banu.